# Sergius van Radonezjkerk (Moskou)
De Sergius van Radonezjkerk (Russisch: Сергиевская церковь) is een Russische-orthodoxe kerk in de Russische hoofdstad Moskou. De kerk is gelegen in het district Taganski van het Centraal Administratieve Okroeg.

## Geschiedenis
Reeds in het begin van de 17e eeuw stond er een houten kerk in de Rogozjskaja sloboda. In 1722 werd voor het eerst melding gemaakt van een stenen kerk op de plek. Het hoofdaltaar was gewijd aan de Heilige Drie-eenheid, echter gezien het grote aantal Drie-eenheidskerken in Moskou werd de kerk vernoemd naar de heilige Sergius van Radonezj. Ook het naburige Andronikovklooster, waarvan de eerste abt een leerling van Sergius was, zou een rol kunnen hebben gespeeld bij de naamgeving van de kerk.
Het oudste deel van de huidige kerk is de refter. Dit deel dateert uit 1796 en maakte deel uit van de in 1812 verwoestte kerk. De kerk zelf is van latere datum, het huidige uiterlijk kwam gereed in 1834. De klokkentoren is van nog latere datum (1864) en verving een veel lagere toren met tentdak. Het interieur werd beschilderd in 1876 en begin 20e eeuw.
Omdat de kerk veel rijke kooplieden onder haar parochianen telde, bezat de kerk een omvangrijke collectie iconen uit de 1e helft van de 17e eeuw.

## Sovjet-periode
In 1922 werd de kerk beroofd van haar waardevolle voorwerpen. Vlak voor de sluiting (1938) voor de eredienst wist men een aantal iconen te redden uit de inventaris. Het merendeel belandde echter net als het meubilair op een brandstapel. De daaropvolgende jaren kreeg de van haar religieuze symbolen beroofde kerk allerlei bestemmingen van werkplaats tot opslagruimte. Het gebouw raakte ernstig in verval tot op den duur zelfs struiken op de koepels groeiden. Vanaf 1985 ging het gebouw over in handen van het Andrej Roebljov museum. In het voormalige kerkgebouw werd een expositie van oude religieuze kunst gehuisvest. Tegelijkertijd ving een hoognodige restauratie aan.

## Heropening
De kerk van de Heilige Sergius keerde in 1991 terug naar de Russisch-orthodoxe Kerk. De nieuwe inwijding vond plaats op 4 december 1991.